# Cussey-sur-Lison
Cussey-sur-Lison är en kommun i departementet Doubs i regionen Bourgogne-Franche-Comté i östra Frankrike. Kommunen ligger i kantonen Quingey som tillhör arrondissementet Besançon. År 2022 hade Cussey-sur-Lison 68 invånare.

## Befolkningsutveckling
Antalet invånare i kommunen Cussey-sur-Lison
Referens:INSEE